# Il Solco
Il Solco è una casa editrice italiana fondata nel 1920 a Città di Castello da don Enrico Giovagnoli, dall'avvocato Giulio Pierangeli e da Gustavo Bioli.

## Storia
Il nome Il Solco era richiamato dalla marca tipografica, composta da un libro aperto, da una vanga e dal motto "Dissodare".
La prima opera pubblicata fu una traduzione (la prima in Italia), ad opera dello stesso Giulio Pierangeli, de La capacità politica delle classi operaie di Pierre-Joseph Proudhon. Dopo aver pubblicato opere di Tocqueville, Lenin e Zinov'ev, la casa editrice si specializzò nella pubblicazione di testi d'avanguardia, storia, filosofia, letteratura e religione. Tra gli autori, l'orientalista Giuseppe Tucci, il politico Meuccio Ruini, il teologo Ernesto Buonaiuti. Alla casa editrice si interessarono anche Gaetano Salvemini e Piero Gobetti.
Il 29 gennaio 2016 è stato presentato il catalogo de "Il Solco" negli anni 1920 - 1923, insieme al catalogo della Libreria editrice Paci "La Tifernate" - G. Paci editore curato da Enrico Paci.

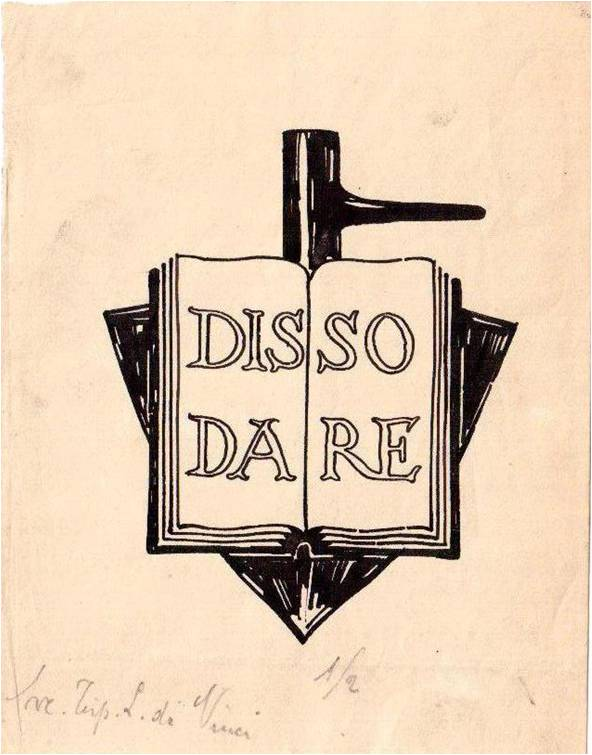
Marca tipografica della Casa Editrice "Il Solco"